# 地母庙 (北京市朝阳区)
地母庙，位于北京市朝阳区朝阳门北大街东侧，是一座道教宫观。现已无存。

## 简介
《北京寺庙历史资料》记载：地母庙为道庙，位于“东郊菱角坑十五号”，建于“民国十一年，私建”。“土地一亩，房屋七间。”管理及使用状况是“供神外自用”。法物有“神像五十位，礼器六十一件，法器一件，画像七张，供桌一张”，另外还有“榆、柳树三棵。”北平市《1947年第二次寺庙总登记》记载该庙位于十三区朝外菱角坑杨家胡同15号，住持为王诚茗。
1986年，地母庙被公布为“北京市朝阳区登记文物保护单位”。2004年底，因为朝阳门外大街1号地拆迁，地母庙被全部拆除。原址兴建中国石化大厦。